# Akademgorodok (Nowosybirsk)

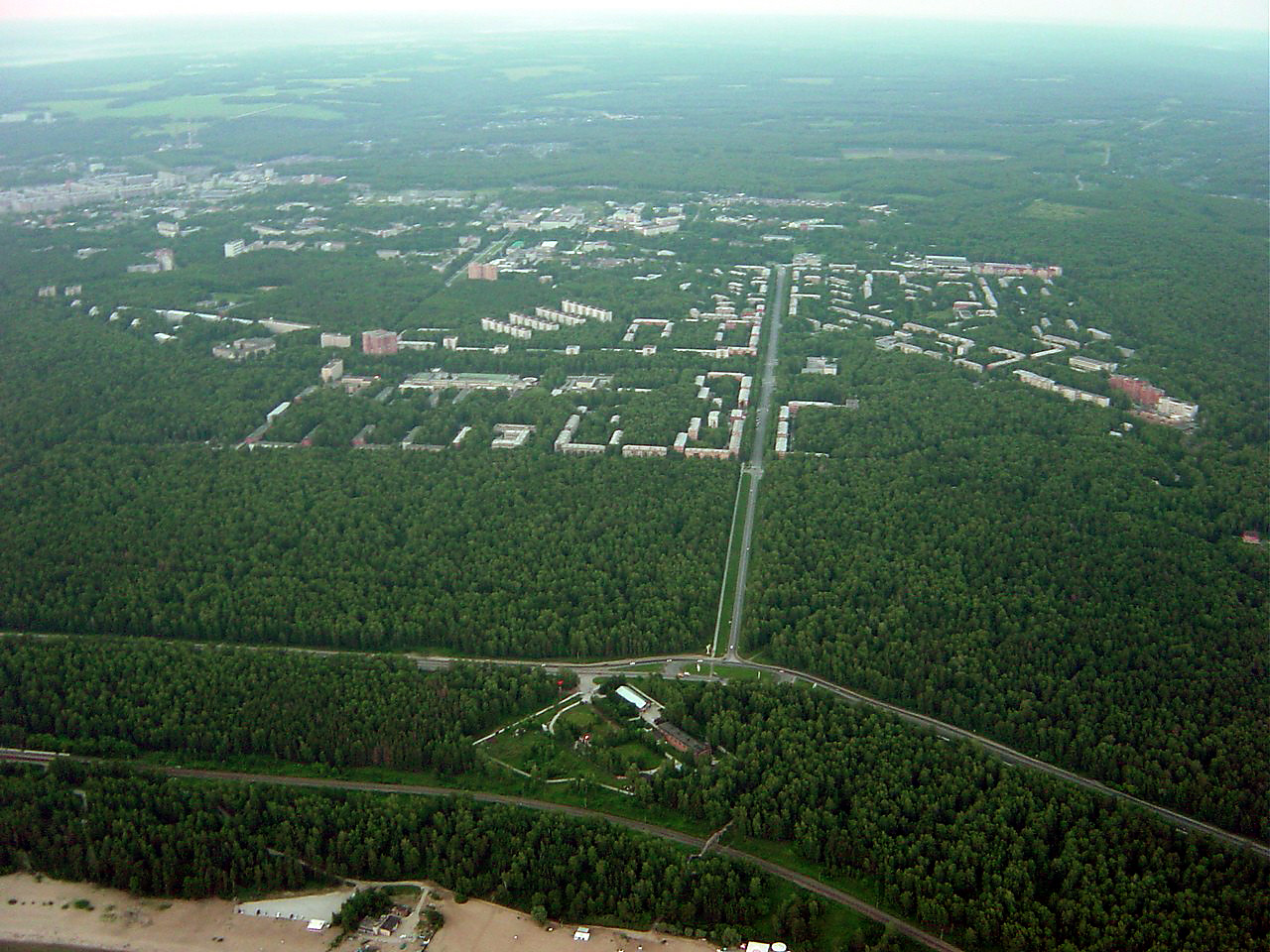
Akademgorodok widziany z perspektywy lotu ptaka

Akademgorodok – rosyjskie miasteczko akademickie, będące dzielnicą Nowosybirska.

## Mieszkańcy
Szacuje się, że mieszka tam 130,9 tysiąca ludzi według danych oficjalnych mera miasta Nowosybirsk. Do tego można jeszcze dodać od 22 do 75 tysięcy mieszkańców na obrzeżach Akademgorodoka. Mieszkańcy są związani często z praca naukową w instytutach oraz Państwowym Uniwersytecie Nowosybirskim. Część mieszkańców stanowią już naukowcy emeryci oraz studenci i personel naukowy.

## Położenie
Akademgorodok jest oddalony od centrum o około 30 minut. Znajduje się w nim Nowosybirski Uniwersytet Państwowy. Liczne katedry, m.in. UNESCO, językowe (niemiecki, włoski, angielski, chiński). W Akademgorodoku jest też „Dom Uczonych” z dużą ilością klubów zainteresowań, językowych, technicznych. Sama dzielnica jest praktycznie niezależna, szpital, centra handlowe, sklepy, bazar. Niedaleko znajduje się też sztuczne jezioro, muzeum kolei Transsyberyjskiej oraz niewielka stacja kolejowa.

## Historia
Okres radziecki
Akademgorodok był zbudowany w 1957 roku z inicjatywy Akademika (członka Akademii Nauk ZSRR) Michaiła Aleksejewicza Lawrentjewa (1900-1980). Decyzja o utworzeniu Akademgorodoka została podjęta na postanowieniu Komitetu Centralnego ZSRR w maju 1957 roku.
Budowę rozpoczęto w 1958 roku, pierwsze budynki instytutów oraz bloków mieszkalnych oddano do użytku i eksploatacji już w 1959 roku (pierwszym oddanym budynkiem był Instytut Hydrodynamiki). W następnych latach było wybudowanych kolejnych 20 instytutów, budynki mieszkalne oraz Nowosybirski Uniwersytet Państwowy. Wyjątkowym wydarzeniem w historii Akademgorodoka był pierwszy festiwal autorskiej pieśni w 1968 roku w klubie „Pod Integralem”. W czasach radzieckich (1959-1991) był miejscem bardzo prestiżowym dla zamieszkania.
Okres poradziecki
Rozpad radzieckiego systemu ekonomicznego i samego Związku Radzieckiego doprowadziły Akademgorodok do głębokiego kryzysu gospodarczego. Realne płace naukowców spadły często poniżej minimum egzystencji; obserwowano masową emigrację naukowców do zagranicznych uniwersytetów i ośrodków badawczych.
W tym samym czasie miały również miejsce pozytywne zjawiska. Zaczęły napływać prywatne inwestycje (głównie z zagranicy), dzięki którym w Akademgorodku powstały firmy badawcze i firmy produkujące oprogramowanie komputerowe. Otwarto oddziały takich firm jak Intel i Schlumberger; powstała spółka Novosoft. Do roku 2006 inwestycje prywatne w gospodarce Akademgorodka osiągnęły 150 mln dolarów rocznie (wzrost z 10 milionów dolarów w 1997).

## Muzea
- Muzeum Archeologii i Etnografii
- Centralne Sybirskie Muzeum Geologiczne
- Historyczno-architektoniczne Muzeum pod Odkrytym Niebem
- Muzeum Nauki i Techniki
- Muzeum Historii SibAkademStroja